# Шарлоттенбург (Банат)
Шарлоттенбург, Шарлотенбург (рум. Charlottenburg) — село у повіті Тіміш в Румунії. Входить до складу комуни Богда.
Село розташоване на відстані 397 км на північний захід від Бухареста, 33 км на північний схід від Тімішоари.

## Населення
За даними перепису населення 2002 року у селі проживали 111 осіб.
Національний склад населення села:
| Національність | Кількість осіб | Відсоток |
| -------------- | -------------- | -------- |
| румуни         | 93             | 83,8%    |
| українці       | 10             | 9,0%     |
| німці          | 6              | 5,4%     |

Рідною мовою назвали:
| Мова       | Кількість осіб | Відсоток |
| ---------- | -------------- | -------- |
| румунська  | 99             | 89,2%    |
| німецька   | 6              | 5,4%     |
| українська | 5              | 4,5%     |